# Hans Werner Lautenschlager

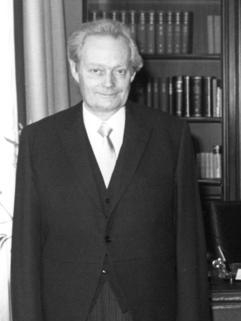
Hans Werner Lautenschlager (1980)

Hans Werner Lautenschlager (* 31. Januar 1927 in Tientsin, China; † 29. Juni 2019 in Bonn) war ein deutscher Diplomat.

## Leben
Hans Werner Lautenschlager war verheiratet mit Renate Lautenschlager geb. Rall († 2007), mit der er zwei Kinder Barbara und Martin hatte. Er lebte zuletzt in Wachtberg-Pech bei Bonn.
Hans Werner Lautenschlager besuchte die Deutsche Schule in Shanghai, wo er 1944 sein Abitur absolvierte. Danach studierte er Rechtswissenschaften in Heidelberg, Basel und Hamburg. Die 1. juristische Staatsprüfung legte er 1950, die 2. legte er 1954 ab. Im Jahr 1952 promovierte er zum Dr. jur.

## Beruf
1955 trat Lautenschlager in den Auswärtigen Dienst ein. Er war zunächst im Auswärtigen Amt in Bonn tätig. Von 1958 bis 1964 war er zur Kommission der Europäischen Atomgemeinschaft abgeordnet. Zwischen 1964 und 1968 arbeitete er in der Botschaft Neu-Delhi und kam 1968 wieder zum Auswärtigen Amt mit den Stationen Referat Sowjetunion, Referatsleiter Handels- und Agrarpolitik der EG, Unterabteilungsleiter, Abteilungsleiter IV (Außenwirtschaftspolitik, Entwicklungspolitik und europäische wirtschaftliche Integration).
Von 1979 bis 1984 war er beamteter Staatssekretär, zwischen 1984 und 1987 Botschafter und Ständiger Vertreter bei den Vereinten Nationen in New York. 1987 bis 1993 war er wieder Staatssekretär sowie 1993 bis 1999 Lehrbeauftragter an der Rechts- und Staatswissenschaftliche Fakultät der Universität Bonn.
Hans Werner Lautenschlager war seit 1988 Träger des Großen Verdienstkreuzes (1981) mit Stern (1984) und Schulterband des Verdienstordens der Bundesrepublik Deutschland, 1989 wurde er mit dem Großkreuz des Ordens des Infanten Dom Henrique ausgezeichnet. Daneben erhielt er zahlreiche weitere ausländische Auszeichnungen.
Er war Mitglied im Präsidium der Deutschen Gesellschaft für die Vereinten Nationen.